# 墩买里街道
墩买里街道（維吾爾語：دۆڭمەھەللە كوچا باشقارمىسى‎），是中华人民共和国新疆维吾尔自治区伊犁哈萨克自治州伊宁市下辖的一个乡镇级行政单位。

## 行政区划
墩买里街道下辖以下地区：
友好街社区、墩买里社区、玛勒巴扎社区、萨依巴格社区、协海尔依其社区、新华西路社区和公园街社区。